# Xanthomonas arboricola
Xanthomonas arboricola – gatunek gramujemnych, szeroko na świecie rozprzestrzenionych bakterii. Są to bakterie powodujące choroby roślin.

## Systematyka
Synonimy: Xanthomonas campestris pv. pruni (Smith, 1903) Dye, Xanthomonas pruni (Smith) Dowson.
W obrębie gatunki Xanthomonas arboricola wyróżniono 6 patovarów:
- Xanthomonas arboricola pv. celebensis
- Xanthomonas arboricola pv. corylina
- Xanthomonas arboricola pv. fragariae
- Xanthomonas arboricola pv. juglandis
- Xanthomonas arboricola pv. populi
- Xanthomonas arboricola pv. pruni[2].

## Charakterystyka
Jest to gramujemna pałeczka 0,2–0,4 × 0,8–1,0 μm, wyposażona w jedną wić. Jest bezwzględnym aerobem. Optymalna temperatura wzrostu 24 –29 °C. Jej żywicielami są liczne gatunki roślin. Patovar pruni pasożytuje na różnych gatunkach roślin z rodzaju Prunus, wśród roślin uprawnych są to: brzoskwinia, śliwa, morela, migdałowiec i wiśnia. Wywołuje u nich bakteryjna plamistość drzew pestkowych. Wśród roślin uprawianych w Polsce patovar juglandis powoduje bakteryjną zgorzel orzecha włoskiego, patovar corylina bakteryjną zgorzel leszczyny.
W ankiecie przeprowadzonej wśród fitopatologów przez czasopismo „Molecular Plant Pathology” w 2012 r. bakteria Xanthomonas arboricola znalazła się na 5 miejscu wśród najważniejszych patogenów bakteryjnych wywołujących choroby roślin.

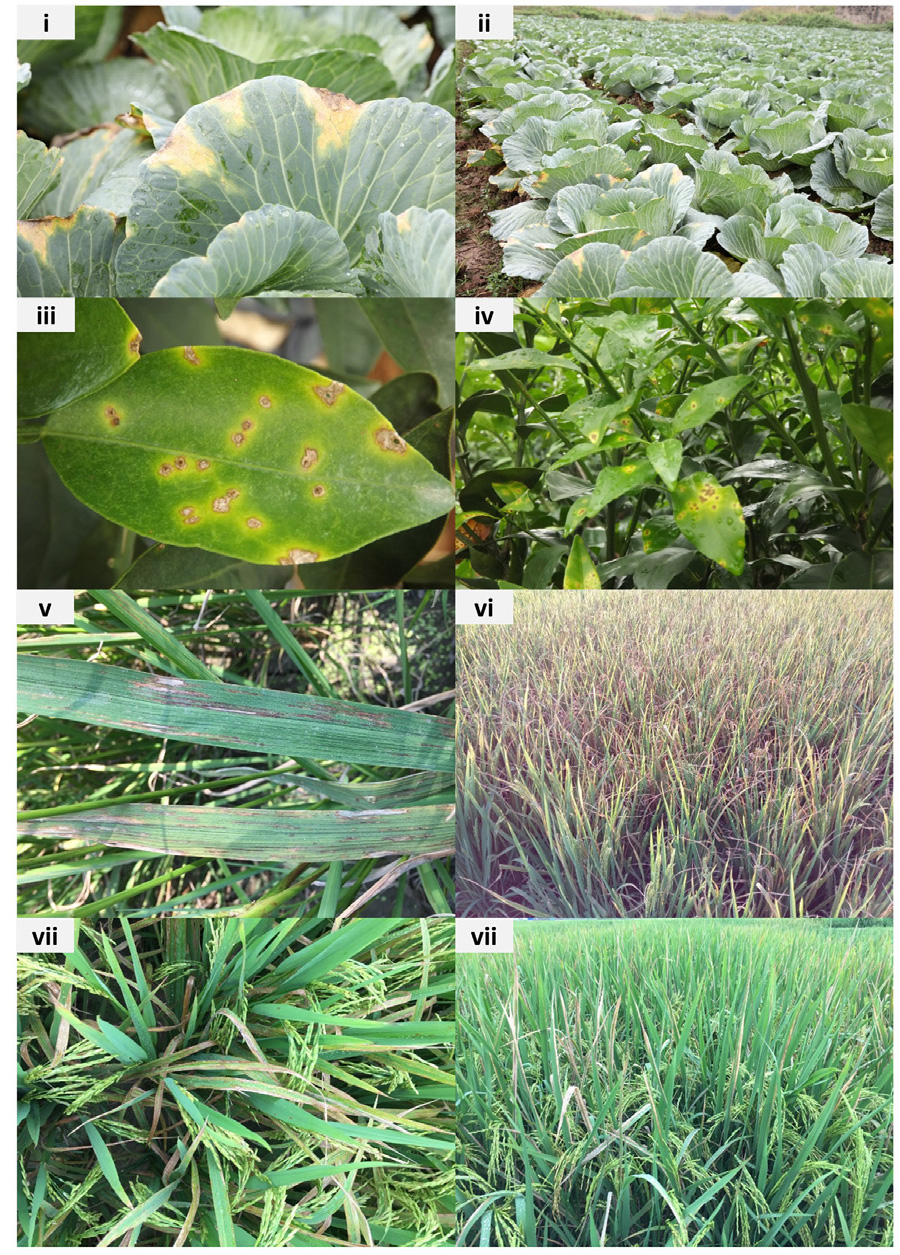
Objawy chorób wywołanych przez X. arboricola na niektórych roślinach uprawnych